# NGC 1102
NGC 1102 is een balkspiraalstelsel in het sterrenbeeld Eridanus. Het hemelobject werd in 1886 ontdekt door de Amerikaanse astronoom Francis Preserved Leavenworth.

## Synoniemen
- PGC 10545
- ESO 546-19
- MCG -4-7-40
- AM 0245-222